# Pierwomajskij (obwód kirowski)
Pierwomajskij – osiedle typu miejskiego o statusie miasta zamkniętego w Rosji, w obwodzie kirowskim. W 2010 roku liczyło 6147 mieszkańców.